# Торговый дом «Блигкен и Робинсон»
Торговый дом «Блигкен и Робинсон» — российская шоколадно-бисквитная фабрика, существовавшая в Санкт-Петербурге.
Адрес: Санкт-Петербург, пр. Лиговский, 52.

## История
3 июля 1877 года Иосиф Семёнович Блигкен (1852—1903) и Макс Романович Робинсон (1849—1906) из Северной Америки учредили и открыли в Санкт-Петербурге бисквитную паровую фабрику на Измайловском проспекте на углу набережной Обводного канала. Согласно Купеческим книгам, фабрика находилась на этом месте по 1887 год, после чего перебазировалась на Лиговскую улицу. Кондитерское предприятие (Торговый дом) производило широкий ассортимент продукции: какао, шоколад, печенье, бисквит, мармелад, карамель, конфеты, драже, пастилу, пряники и халву. Имелись подразделения: литография, жестяная и коробочная мастерские, красильня.

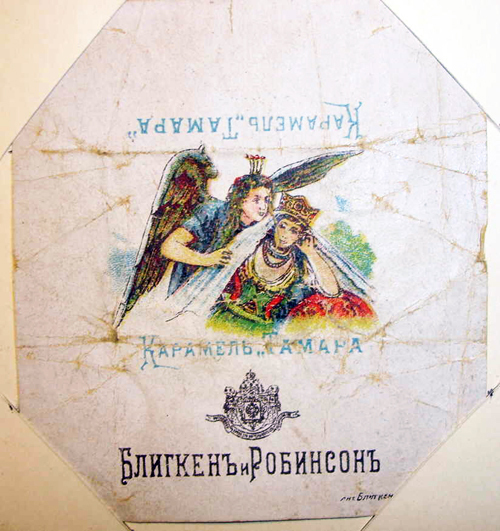
Обёртка карамели Торгового дома «Блигкен и Робинсон»

После смерти в 1903 году Блигкена его жена Анна Семёновна Блигкен (урождённая Щербакова) получила причитающуюся ей сумму и покинула фирму. А после смерти Робинсона, в соответствии с его завещанием имущество Торгового дома перешло к его вдове — Юдифи Григорьевне Робинсон, а также их детям — Льву, Михаилу, Роману, Розе и Эмме (в замужестве Ратнер). Руководство предприятием взял на себя муж Эммы — Илья Исидорович Ратнер, известный в Санкт-Петербурге предприниматель.
В качестве главы кондитерской фирмы он приступил к развёртыванию сети специализированных кондитерских магазинов, открыл магазины в Петербурге: на Невском проспекте, 32, 46, 96 и 134, Английском проспекте, 40, Васильевском острове, угол 5-й линии и Университетской набережной, 2—19, Садовой улице, 38, Загородном проспекте, 1 и 12, Лиговской улице, 52, Большом проспекте Петроградской стороны, 29, Литейном проспекте, 51, Суворовском проспекте, 13, Вознесенском проспекте, 15, Забалканском проспекте, 40, в Апраксином дворе, во Фруктовом ряду, 13—14, на Екатерингофском проспекте, 40 и Большеохтинском проспекте, 78. Также работали по два магазина в Москве и Риге, и магазин в Кронштадте. Позже он открыл лесопильный завод для производства упаковочной тары. В 1911 году Ратнер преобразовал торговый дом в Акционерное общество шоколадной, бисквитной, конфетной и макаронной паровых фабрик «Блигкен и Робинсон», которое в январе 1912 года имело капитал 1,6 млн рублей (16 000 акций по 100 руб.). И. И. Ратнер был избран его директором-распорядителем. На производстве в обществе было занято 800 рабочих (1912), его фабрики занимались изготовлением бисквитов, шоколада, карамели, монпансье, мармелада, халвы, пряников, сухого детского питания, конфет, макарон, драже, праздничных пасхальных и новогодних наборов, сувенирных коробок, бонбоньерок. В том же 1911 году предприятие стало Поставщиком Императорского Двора.
В 1916 году были открыты дополнительные цеха на Лиговской улице и новый магазин на Арбате. 28 июня 1918 года, согласно декрету Совета народных комиссаров, общество «Бликген и Робинсон» было национализировано, а его руководство было оставлено на государственной службе. Впоследствии фабрики многократно переименовывались — Галетно-макаронная фабрика «Блигкен и Робинсон» (1922), 2-я Государственная макаронно-галетная фабрика «Воля» (1923), конфетная мастерская Государственного пищевого треста и 2-я макаронная фабрика «Свобода» (1924); 2-я Государственная макаронная фабрика «Свобода» (1925—1928).
В 1930 годы фабрика была вновь реорганизована во 2-ю кондитерскую фабрику «Свобода»; с 28 декабря 1936 года находилась в ведении Ленинградского областного управления пищевой промышленности и просуществовала по 1940 год. В 1940 году предприятие было преобразовано в «Завод лимонной кислоты». После Великой Отечественной войны завод несколько раз менял свою принадлежность, в 1990 году стал Арендным предприятием «Завод лимонной кислоты». После распада СССР, в 1993 году Арендное предприятие было снова преобразовано в ТОО «Завод лимонной кислоты», а с 2002 года — в ООО «Завод лимонной кислоты».